# Pwd (Unix)
Het pwd commando (print working directory) geeft in een Unix-omgeving (een familie van besturingssystemen) de naam van de huidige werkdirectory weer. Omdat dit commando veel gebruikt wordt, is het net zoals het commando "cd" (change directory) vaak ingebouwd in shells, zoals in de KornShell en Bash. Wanneer het commando in een shell is ingebouwd, verloopt  het aanroepen en uitvoeren ervan sneller en efficiënter, dan wanneer het uitgevoerd moet worden door het programma aan te roepen en uit te voeren, dat eerst in het bestandssysteem (file system) gelokaliseerd en daarna in het systeem geladen moet worden, alvorens het uitgevoerd kan worden.

## Voorbeeld
```
ufo@sp500:~/perl>
 
pwd

/home/ufo/perl

```

## Gebruik in programma's
Functionaliteit zoals geboden door pwd kan in een programma gebruikt worden door middel van de POSIX C functies getcwd() en/of getwd().